# Championnat du Kazakhstan de football
 (novembre 2023).
La Première Ligue kazakhe (en kazakh : Қазақстан Премьер Лигасы, Qazaqstan Premer Ligasy) est une compétition de football constituant le premier échelon national au Kazakhstan. Il se déroule annuellement sous forme d'un championnat opposant douze clubs professionnels, la première édition ayant pris place en 1992. Nommé « Ligue supérieure » lors de ses premières éditions, il prend ensuite le nom « Superligue » en 2002, avant de prendre son nom actuel en 2007.
Le FK Astana est le club le plus couronné de l'histoire de la compétition avec sept titres de champion du Kazakhstan.
Le Chakhtior Karagandy est par ailleurs la seule équipe à avoir pris part à toutes les éditions de la compétition, affichant une présence ininterrompue depuis 1992.

## Format
Le championnat oppose douze clubs kazakhs en une série de trente-trois rencontres jouées durant la saison de football. Le classement est calculé avec le barème de points suivant : une victoire vaut trois points et le match nul un. La défaite ne rapporte aucun point. Les critères de départage entre plusieurs équipes sont, dans l'ordre d'importance, le plus grand nombre de points, le plus grand nombre de points pris lors des confrontations directes entre les équipes concernées, les confrontations directes entre les équipes concernées, la plus grande différence de buts dans les confrontations directes, le plus grand nombre de buts marqués lors des confrontations directes, le plus grand nombre de buts marqués à l'extérieur lors des confrontations directes, la plus grande différence de buts générale, le plus grand nombre de match remporté, le plus grand nombre de buts marqués et le plus grand nombre de buts marqués à l'extérieur.
À la fin de la saison, l'équipe terminant en tête du classement est sacrée championne du Kazakhstan, alors que les deux dernières sont reléguées en deuxième division et que l'antépénultième affronte le troisième de First Division lors d'un unique match de barrage. Un club sportivement relégué peut être repêché si une ou plusieurs équipes ayant fini dans les neuf premières places sont rétrogradées administrativement ou si l’un des promus se voit refuser la promotion en Premier League.
Les trois premières places de ce championnat sont qualificatives pour les compétitions européennes que sont la Ligue des champions et la Ligue Europa. La dernière place est attribuée au vainqueur de la Coupe du Kazakhstan.

## Clubs participant à l'édition 2024
Légende des couleurs
- Premier tour de qualification de la Ligue des champions 2024-2025
- Premier tour de qualification de la Ligue Europa 2024-2025
- Deuxième tour de qualification de la Ligue Conférence 2024-2025
- Premier tour de qualification de la Ligue Conférence 2024-2025
- Promu de la deuxième division 2023

| Club                     | Classement 2023 | Stade                          | Capacité |
| ------------------------ | --------------- | ------------------------------ | -------- |
| FK Ordabasy Chimkent     | 1er             | Stade Kazhymukan Munaitpasov   | 35 000   |
| FK Astana                | 2e              | Astana Arena                   | 30 000   |
| FK Aktobe                | 3e              | Stade central                  | 13 200   |
| FK Kaïrat Almaty         | 4e              | Stade central                  | 25 057   |
| FK Kyzyljar Petropavl    | 5e              | Stade Karasai                  | 11 000   |
| FK Kaysar Kyzylorda      | 6e              | Gany Muratbayev Stadium        | 7 500    |
| FK Atyraou               | 7e              | Stade Mounaïchi                | 8 690    |
| FK Tobol Kostanaï        | 8e              | Stade central                  | 10 500   |
| FK Chakhtior Karagandy   | 10e             | Stade Chakhtior                | 20 000   |
| FK Jetyssou Taldykourgan | 11e             | Stade Jetyssou                 | 4 000    |
| FC Ielimaï               | 1er (D2)        | Spartak Stadium                | 8 000    |
| FC Turan (en)            | 2e (D2)         | Turkistan Arena                | 7 000    |
| FK Jenis                 | 3e (D2)         | Kazhymukan Munaitpasov Stadium | 12 250   |

## Palmarès

### Bilan par édition
Depuis le premier championnat du Kazakhstan professionnel en 1992 jusqu'à la saison 2023, 32 titres ont été mis en jeu. Sur les dix clubs qui sont parvenus à remporter le championnat, le plus titré est le FK Astana avec sept titres. Il est suivi du FK Aktobe et de l'Irtych Pavlodar, qui en comptent cinq chacun. 
| Saison | Clubs | Champion                  | Vice-champion           | Meilleur(s) buteur(s) |
| ------ | ----- | ------------------------- | ----------------------- | --- |
| 1992   | 24    | Kaïrat Almaty             | Arsenal SKIF Chimkent   | Sergei Kogai (Kaysar Kyzylorda, 21 buts) |
| 1993   | 26    | Ansat Pavlodar            | Batyr Ekibastuz         | Aleksandr Shmarikov (FK Taraz, 28 buts) |
| 1994   | 17    | Yelimay Semipalatinsk     | Ansat Pavlodar          | Oleg Litvinenko (FK Taraz, 20 buts) |
| 1995   | 16    | Yelimay Semipalatinsk (2) | FK Taraz                | Andrei Miroshnichenko (Yelimay Semipalatinsk, 23 buts)                                                                                          |
| 1996   | 18    | FK Taraz                  | Irtych Pavlodar         | Viktor Antonov (Irtych Pavlodar, 21 buts) |
| 1997   | 14    | Irtych Pavlodar (2)       | FK Taraz                | Nurken Mazbaev (FK Taraz, 16 buts) |
| 1998   | 14    | Yelimay Semipalatinsk (3) | Batyr Ekibastouz        | Oleg Litvinenko (Yelimay Semipalatinsk, 14 buts)                                                                                                |
| 1999   | 16    | Irtych Pavlodar (3)       | Acces-Yesil Petropavl   | Rejepmyrat Agabaýew (Kaïrat Almaty, 24 buts) |
| 2000   | 16    | Jenis Astana              | Yesil-Bogatyr Petropavl | Nilton Pereira Mendes (Irtych Pavlodar, 21 buts)                                                                                                |
| 2001   | 17    | Jenis Astana (2)          | FK Atyraou              | Arsen Tlekhugov (Jenis Astana, 30 buts) |
| 2002   | 12    | Irtych Pavlodar (4)       | FK Atyraou              | Evgeniy Lunev (Chakhtior Karagandy, 16 buts) |
| 2003   | 18    | Irtych Pavlodar (5)       | Tobol Kostanaï          | Andrei Finonchenko (Chakhtior Karagandy, 18 buts)                                                                                               |
| 2004   | 19    | Kaïrat Almaty (2)         | Irtych Pavlodar         | Ulugbek Bakayev (Tobol Kostanaï, 22 buts) Arsen Tlekhugov (Kaïrat Almaty, 22 buts)                                                              |
| 2005   | 16    | FK Aktobe                 | Tobol Kostanaï          | Murat Tleshev (Irtych Pavlodar, 20 buts) |
| 2006   | 16    | FK Astana-1964 (3)        | FK Aktobe               | Jafar Irismetov (FK Astana, 17 buts) |
| 2007   | 16    | FK Aktobe (2)             | Tobol Kostanaï          | Jafar Irismetov (FK Astana, 17 buts) |
| 2008   | 16    | FK Aktobe (3)             | Tobol Kostanaï          | Murat Tleshev (Irtych Pavlodar, 13 buts) |
| 2009   | 14    | FK Aktobe (4)             | Lokomotiv Astana        | Murat Tleshev (FK Aktobe, 20 buts) Wladimir Baýramow (Tobol Kostanaï, 20 buts)                                                                  |
| 2010   | 12    | Tobol Kostanaï            | FK Aktobe               | Ulugbek Bakayev (Tobol Kostanaï, 16 buts) |
| 2011   | 12    | Chakhtior Karagandy       | Jetyssou Taldykourgan   | Ulugbek Bakayev (Jetyssou Taldykourgan, 18 buts)                                                                                                |
| 2012   | 14    | Chakhtior Karagandy (2)   | Irtych Pavlodar         | Ulugbek Bakayev (Irtych Pavlodar, 14 buts) |
| 2013   | 12    | FK Aktobe (5)             | FK Astana               | Igor Zenkovich (Chakhtior Karagandy, 15 buts)                                                                                                   |
| 2014   | 12    | FK Astana                 | FK Aktobe               | Foxi Kéthévoama (FK Astana, 15 buts) |
| 2015   | 12    | FK Astana (2)             | Kaïrat Almaty           | Bi Goua Gohou (Kaïrat Almaty, 22 buts) |
| 2016   | 12    | FK Astana (3)             | Kaïrat Almaty           | Bi Goua Gohou (Kaïrat Almaty, 22 buts) |
| 2017   | 12    | FK Astana (4)             | Kaïrat Almaty           | Bi Goua Gohou (Kaïrat Almaty, 24 buts) |
| 2018   | 12    | FK Astana (5)             | Kaïrat Almaty           | Marcos Pizzelli (FK Aktobe, 18 buts) |
| 2019   | 12    | FK Astana (6)             | Kaïrat Almaty           | Aderinsola Eseola (Kaïrat Almaty, 19 buts) Marin Tomasov (FK Astana, 19 buts)                                                                   |
| 2020   | 12    | Kaïrat Almaty (3)         | Tobol Kostanaï          | João Paulo (Ordabasy Chimkent, 12 buts) |
| 2021   | 14    | Tobol Kostanaï (2)        | FK Astana               | Marin Tomasov (en) (FK Astana, 17 buts) |
| 2022   | 14    | FK Astana (7)             | FK Aktobe               | Pedro Eugénio (en) (FK Astana, 18 buts) |
| 2023   | 14    | FK Ordabasy Chimkent (1)  | FK Astana               | João Paulo da Silva Araújo (en) (Kaïrat Almaty, 17 buts)                                                                                        |
| 2024   | 13    | Kaïrat Almaty (4)         | FK Astana               | João Paulo da Silva Araújo (en) (Kaïrat Almaty, 10 buts) Islam Chesnokov (en) (Tobol Kostanaï, 10 buts) Nikolay Signevich (FK Atyraou, 10 buts) |

### Bilan par club
Le tableau suivant liste les clubs vainqueurs du championnat du Kazakhstan et, pour chaque club, le nombre de titre(s) remporté(s) et les années correspondantes par ordre chronologique. Les équipes en italique ont disparu.
| Club                 | Champion | Vice-champion | Édition(s) remportée(s)                  |
| -------------------- | -------- | ------------- | ---------------------------------------- |
| FK Astana            | 7        | 5             | 2014, 2015, 2016, 2017, 2018, 2019, 2022 |
| Irtych Pavlodar      | 5        | 4             | 1993, 1997, 1999, 2002, 2003             |
| FK Aktobe            | 5        | 4             | 2005, 2007, 2008, 2009, 2013             |
| Kaïrat Almaty        | 4        | 5             | 1992, 2004, 2020 2024                    |
| Spartak Semeï        | 3        | 0             | 1994, 1995, 1998                         |
| FK Astana-1964       | 3        | 0             | 2000, 2001, 2006                         |
| Tobol Kostanaï       | 2        | 5             | 2010, 2021                               |
| Chakhtior Karagandy  | 2        | 0             | 2011, 2012                               |
| FK Taraz             | 1        | 2             | 1996                                     |
| FK Ordabasy Chimkent | 1        | 0             | 2023                                     |

## Compétitions européennes

### Coefficient du championnat
Le tableau ci-dessous récapitule le classement du Kazakhstan au coefficient UEFA depuis 2003, l'année suivant son intégration au sein de l'UEFA. Ce coefficient par nation est utilisé pour attribuer à chaque pays un nombre de places pour les compétitions européennes ainsi que les tours auxquels les clubs doivent entrer dans la compétition.
| 2003 | 2004 | 2005 | 2006 | 2007 | 2008 | 2009 | 2010 | 2011 | 2012 | 2013 | 2014 | 2015 | 2016 | 2017 | 2018 | 2019 | 2020 | 2021 | 2022 | 2023 | 2024 | 2025 |
| ---- | ---- | ---- | ---- | ---- | ---- | ---- | ---- | ---- | ---- | ---- | ---- | ---- | ---- | ---- | ---- | ---- | ---- | ---- | ---- | ---- | ---- | ---- |
| 50   | 50   | 50   | 49   | 45   | 45   | 44   | 42   | 41   | 40   | 38   | 34   | 32   | 28   | 29   | 28   | 24   | 24   | 27   | 29   | 30   | 33   | 39   |

Le tableau suivant affiche le coefficient actuel du championnat kazakh.
| Rang | Pays       | 2020-2021 | 2021-2022 | 2022-2023 | 2023-2024 | 2024-2025 | Coefficient |
| ---- | ---------- | --------- | --------- | --------- | --------- | --------- | ----------- |
| 37   | Kosovo     | 1,833     | 2,333     | 2,875     | 3,000     | 2,000     | 12,041      |
| 38   | Finlande   | 1,375     | 3,750     | 2,625     | 1,750     | 2,250     | 11,750      |
| 39   | Kazakhstan | 1,000     | 2,875     | 1,125     | 3,125     | 3,000     | 11,125      |
| 40   | Îles Féroé | 2,750     | 1,500     | 2,250     | 2,750     | 1,500     | 10,750      |
| 41   | Malte      | 1,500     | 1,875     | 2,625     | 1,500     | 1,000     | 8,500       |

### Coefficient des clubs
| Rang | Club                | 2020-2021 | 2021-2022 | 2022-2023 | 2023-2024 | 2024-2025 | Coefficient |
| ---- | ------------------- | --------- | --------- | --------- | --------- | --------- | ----------- |
| 134  | FK Astana           | 1,500     | 2,000     | 1,500     | 3,000     | 4,000     | 12,000      |
| 183  | Tobol Kostanaï      | -         | 2,000     | 2,000     | 2,500     | 1,500     | 8,000       |
| 266  | Kaïrat Almaty       | 1,500     | 2,500     | 1,500     | -         | -         | 5,500       |
| 306  | Ordabasy Chimkent   | 1,000     | -         | -         | 1,500     | 2,000     | 4,500       |
| 352  | FK Aktobe           | -         | -         | -         | 2,000     | 1,000     | 3,000       |
| 376  | Chakhtior Karagandy | -         | 2,500     | -         | -         | -         | 2,500       |